# Filippo Perucchini
Filippo Perucchini (Bérgamo, Italia, 6 de octubre de 1991) es un futbolista italiano. Juega como guardameta y su equipo actual es el Ancona de la Serie C de Italia.

## Trayectoria deportiva

### Milan
Nacido en Bérgamo, Perucchini comenzó con el equipo italiano Albinoleffe, antes de unirse al Milan en 2002. A lo largo del tiempo en las reservas del club, ha sido miembro tanto del equipo sub-17 que ganó el Campionato Nazionale Allievi en 2007, como del equipo sub-20 que ganó la Copa Italia Primavera en 2010, 25 años después de su último éxito. Fue convocado para algunos juegos del primer equipo desde 2008, pero finalmente nunca fue seleccionado.

### Fano
Para ganar experiencia en el primer equipo, Perucchini fue cedido al Fano de la Lega Pro Seconda Divisione para la temporada 2010-11. Hizo su debut oficial con el club el 1 de septiembre de 2010, en el cuarto partido de la fase de grupos de la Coppa Italia Lega Pro contra el Celano, Fano perdió por 3-1. El 26 de septiembre, también hizo su debut en la liga, reemplazando a Alessandro Beni en la segunda mitad del partido en casa contra San Marino. Perucchini hizo en total 14 apariciones en la liga para el club.

### Lecco & Chieti
Para la temporada 2011-12, Perucchini fue cedido al Lecco en la Lega Pro Seconda Divisione, pero fue llamado nuevamente en enero después de hacer solo dos apariciones en la liga y se unió a Chieti, otro equipo de la Segunda División, cedido por el resto de la temporada. Sin embargo, por la falta de tiempo de juego, hizo una sola aparición en la liga para el club.

### Como
Al comienzo de la temporada 2012-13, Perucchini fue cedido al Como de la Lega Pro Prima Divisione.

### Lecce
En julio de 2013, Perucchini fue cedido a Lecce, mientras que Milan vendió la mitad de sus derechos en copropiedad con el club. Firmó un contrato con el Lecce hasta 2015. Después de pasar un año en Salento fue cedido al Varese de la Serie B.
En julio de 2015 regresó a Lecce y jugó 27 partidos en la Serie C con el club en la temporada 2015-16.

### Benevento & Lecce
En junio de 2016 fue fichado por el Bologna en una transferencia libre y fue cedido al Benevento, pero nunca jugó en la temporada de la Serie B.
El 30 de enero de 2017 fue cedido a Lecce. En el verano de 2017, el préstamo se renovó por otra temporada, en la que Perucchini y sus compañeros consiguieron el ascenso a la Serie B.

### Ascoli
En agosto de 2018 fue fichado por Ascoli de forma permanente.

### Empoli
El 26 de enero de 2019, Perucchini se incorporó al Empoli.

### Pistoiese
El 2 de septiembre de 2020 se convirtió en nuevo jugador de Pistoiese.

## Selección nacional
Perucchini jugó con la Selección de Italia Sub-17 entre 2007 y 2008. Fue a Minsk para disputar un torneo juvenil y al menos jugó el primer partido. Sin embargo, no volvió aparecer en la alineación para el resto de los tres partidos.

## Clubes
| Club               | País   | Año           | PJ |
| ------------------ | ------ | ------------- | -- |
| AC Milan           | Italia | 2008-2013     | 0  |
| Fano (cesión)      | Italia | 2010-2011     | 22 |
| Lecco (cesión)     | Italia | 2011-2012     | 2  |
| Chieti (cesión)    | Italia | 2012          | 1  |
| Como (cesión)      | Italia | 2012-2013     | 19 |
| Lecce              | Italia | 2012-2013     | 51 |
| Varese (cesión)    | Italia | 204-2015      | 15 |
| Bologna            | Italia | 2016-2018     | 0  |
| Benevento (cesión) | Italia | 2016-2017     | 0  |
| Lecce (cesión)     | Italia | 2017-2018     | 50 |
| Ascoli             | Italia | 2018-2019     | 13 |
| Empoli             | Italia | 2019-2020     | 1  |
| Pistoiese          | Italia | 2020-2021     | 0  |
| Teramo             | Italia | 2021-2022     |    |
| Ancona             | Italia | 2022-presente |    |